# Barrage de Dowleswaram

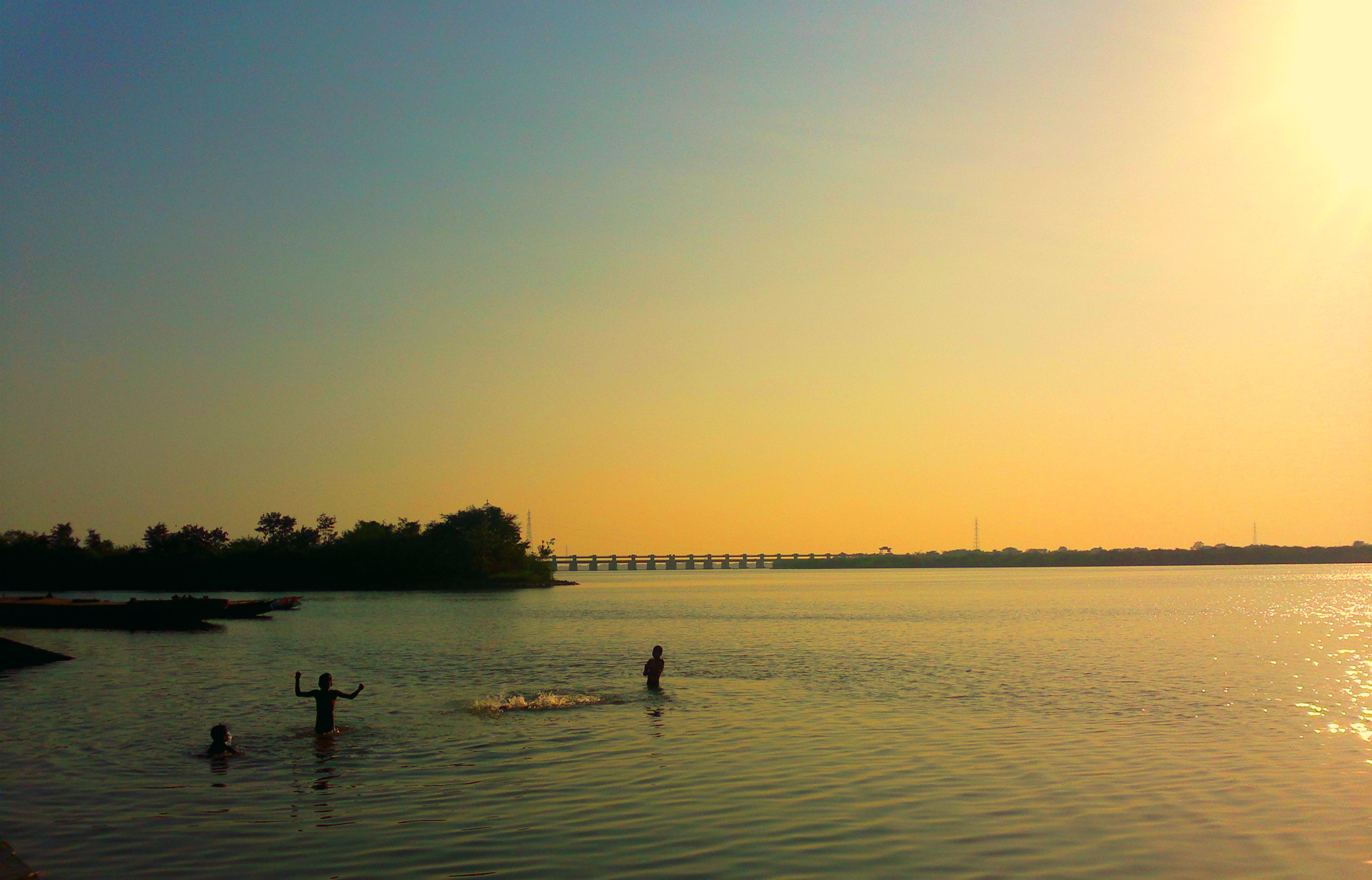
Vue du coucher de soleil au barrage de Dowleswaram

Le barrage Dowleswaram était une structure d'irrigation construite à l'origine en 1850 sur le tronçon inférieur de la rivière Godavari avant qu'elle ne se jette dans la baie du Bengale. Il a été reconstruit en 1970 lorsqu'il a été officiellement rebaptisé Sir Arthur Cotton Barrage ou Barrage Godavari .

## Géographie
La rivière Godavari se jette dans la baie du Bengale après avoir coulé sur près de cinquante miles à partir du barrage de Dowleswaram. Rajahmundry est une ville située sur la rive gauche de la rivière Godavari. En amont, là où la rivière est divisée en deux ruisseaux ; le Gautami à gauche et le Vasistha à droite, forme la ligne de jonction entre les districts de West Godavari et East Godavari. Le tracé du barrage traverse deux îles au milieu du cours d'eau.

## Barrage original de Dowleswaram
Le barrage original, le barrage de Dowleswaram (s'écrit également Dowlaisweram ou Dowlaiswaram ) a été construit par un ingénieur britannique en irrigation, monsieur Arthur Thomas Cotton,  et est achevé en 1850. Le barrage a été construit en quatre sections, ce qui a permis le passage des crues pendant la période de construction. Le barrage de Dowleswaram mesurait 15 pieds (4,5 mètres) de haut et 3,5 km de long.[réf. nécessaire]
Les nombreux projets de Cotton ont évité des famines et stimulé l'économie du sud de l'Inde. Avant la construction de ce barrage, de nombreux hectares de terrain ont été inondés d'eau et n'étaient pas utilisés. L'eau irait sans valeur dans la mer. Mais lorsque Mr. Arthur Thomas Cotton a construit le barrage, ces terres inutilisées ont été mises en culture et l'eau a été stockée et utilisée. Le musée de Coton a été construit au nom de la mémoire de Cotton. C'est une attraction touristique à Rajahmundry.[réf. nécessaire]

## Barrage moderne de Sir Arthur Cotton / Barrage Godavari
En 1970, le barrage est surélevé à 10,6 m. Le réservoir a une capacité de stockage brut de 3,12 Tmcft et un stockage mort de 2,02 Tmcft à 40 pieds (12 m) MSL .[réf. nécessaire]

## Voir également
- List of dams and reservoirs in Andhra Pradesh (en anglais)
- Liste des barrages et réservoirs en Inde
- Prakasam Barrage (en anglais)
- Godavari Water Disputes Tribunal(en anglais)